# Смирних
Смирних (рос. Смирных) — смт у Смирниховському міському окрузі Сахалінської області Російської Федерації.
Населення становить 7818 осіб (2019).

## Історія
З 1905 по 3 вересня 1945 року у складі губернаторства Карафуто Японії, відтак у складі Смирниховського міського округу Сахалінської області.

## Населення
| 1925  | 1935  | 1959  | 1970  | 1979  | 1989  | 2002  |
| ----- | ----- | ----- | ----- | ----- | ----- | ----- |
| 19    | ↗2835 | ↗5758 | ↗5964 | ↗7344 | ↗9693 | ↘7561 |
| 2009  | 2010  | 2011  | 2012  | 2013  | 2014  | 2015  |
| ↘7227 | ↗7399 | ↘7389 | ↘7285 | ↘7240 | ↘7214 | ↗7247 |
| 2016  | 2017  | 2018  | 2019  |       |       |       |
| ↗7292 | ↗7624 | ↗7814 | ↗7818 |       |       |       |